# Савенчук Ольга Юріївна
Ольга Юріївна Савенчук (20 травня 1988) — українська волейболістка, догравальник. Гравець національної збірної.

## Із біографії
Вихованка Надії Дмитрівни Салахутдінової. Чемпіонка Європи серед дівчат 2005 року. Бронзова медалістка чемпіонату Європи серед юніорок 2006 року.

## Клуби
| Роки      | Команди                    |
| --------- | -------------------------- |
| 2002—2005 | «Круг» (Черкаси)           |
| 2005—2006 | «Сєвєродончанка»           |
| 2006—2007 | «Динамо» (Москва)          |
| 2007—2008 | «Індезіт» (Липецьк)        |
| 2008—2010 | «Сєвєродончанка»           |
| 2010—2011 | «Бешикташ» (Стамбул)       |
| 2011—2012 | «Томіш 2004» (Констанца)   |
| 2011—2012 | «Маккабі» (Хайфа)          |
| 2012—2014 | «Хімік» (Южне)             |
| 2014—2015 | «Азеррейл» (Баку)          |
| 2015—2016 | «Атом Трефль» (Сопот)      |
| 2015—2016 | «Ле-Канне»                 |
| 2016—2017 | «Расинг» (Канни)           |
| 2017—2018 | «Маккабі» (Хадера)         |
| 2018—2020 | Університет Томпсон-Ріверс |

## Досягнення
- Чемпіон України (4): 2005, 2009, 2013, 2014
- Володар кубка України (3): 2005, 2009, 2014
- Чемпіон Росії (1): 2007

## Статистика
Статистика виступів за «Хімік»:
| Сезон     | Команда | Кількість матчів | Кількість матчів | Кількість матчів | Кількість матчів |
| Сезон     | Команда | Чемпіонат        | Кубок            | Єврокубки        | Всього           |
| --------- | ------- | ---------------- | ---------------- | ---------------- | ---------------- |
| 2012—2013 | «Хімік» | 34               | 5                | 8                | 47               |
| 2013—2014 | «Хімік» | 19               | 0                | 0                | 19               |
| Всього    | Всього  | 53               | 5                | 8                | 66               |